# Waylander
Waylander — североирландская келтик-метал-группа из г. Арма.

## История
Группа была основана в 1993 году. В 1995 году группа Waylander выпустила свой первый демо-альбом Once Upon an Era. Музыка в альбоме представляла собой ирландскую народную музыку смешанную с экстремальным металом. В 1996 году, с приходом в группу игрока на вистле, Waylander выпустили свое второе демо, Dawning of a New Age, которое вскоре завоевало группе видное положение на фолк-металлической сцене. Это было закреплено, когда Waylander подписали контракт с Century Media Records, и в 1998 году был выпущен их дебютный альбом под названием Reawakening Pride Once Lost. Для продвижения этого альбома было проведено несколько концертов, но проблемы с лейблом и внутренние распри несколько притупили потенциал. Преодолев некоторые изменения в составе, Waylander подписали контракт с Blackend Records и выпустили альбом The Light, the Dark and the Endless Knot в начале 2001 года. Снова вспыхнули внутренние разногласия, кульминацией которой стали многочисленные изменения состава в течение нескольких лет. Несмотря на это, музыканты Waylander смогли провести несколько успешных выступлений, включая выступления на фестивалях Bloodstock и Day of Darkness, а также совместные концерты с Ancient Rites, Cathedral, Sabbat и Skyforger. В 2005 году к первоначальным участникам АрдЧифтейну О’Хейгану, Майклу Проктору и Дену Феррану присоединились Сол МакМайкл и Гарет Мердок в качестве гитаристов.
Waylander подписали контракт с Listenable Records и выпустили третий альбом Honour Amongst Chaos. Согласно пресс-релизу является «более мощным и красивым, чем когда-либо прежде, альбомом, использующим обширное множество ирландских народных инструментов и вооруженный страстью к металлу в его самой истинной форме». Дебютный альбом Waylander Reawakening Pride Once Lost был переиздан лейблом Midhir Records на CD и виниле.
В 2009 году Гарет Мердок покинул группу, и занял место басиста в группе Alestorm.

## Дискография
- 1994 — Once Upon an Era (демо)
- 1996 — Dawning of a New Age (демо)
- 1998 — Reawakening Pride Once Lost
- 2001 — The Light, the Dark and the Endless Knot
- 2008 — Honour Amongst Chaos
- 2012 — Kindred Spirits
- 2019 — Ériú's Wheel

## Состав

### Нынешние участники
- АрдЧифтейн О’Хейган (ArdChieftain O’Hagan) — вокал (1993-н.в.)
- Сол МакМайкл (Saul McMichael) — гитара (2004-н.в)
- Дейв Бриггс (Dave Briggs) — вистл, ирландский бузуки, мандолина, боуран (2006-н.в.)
- Ли МакКартни — ударные (2013-н.в.)
- Тор Деннисон — гитара (2011-н.в.)

### Бывшие участники
- Jason Barriskill — бас (1993—1995)
- Den Ferren — ударные (1993—2000, 2003—2013)
- Baylers — гитара (1993)
- Peter Boylan — гитара (1993, 1999—2001)
- Dermot O’Hagan — гитара (1993—2003)
- Michael Proctor — бас (1995—2018)
- Máirtín Mac Cormaic — вистл, боуран (1996—2002)
- Owen Bowden — гитара (2001—2003)
- Nick Shannon — ударные (2001—2003)
- Bo Murphy — ударные (2000—2001)
- Kevin Canavan — гитара (2003)
- Fearghal Duffy — гитара (2003—2004)
- Gareth Murdock — гитара (2005—2008, 2008—2009)
- Alan Connolly — гитара (2005)
- Ade Mulgrew — гитара (2008)
- Hugh O’Neill — гитара (2009—2011)
- Steve Reynolds — бас (2018—2019)